# Prionospio tripinnata
Prionospio tripinnata är en ringmaskart som beskrevs av Maciolek 1985. Prionospio tripinnata ingår i släktet Prionospio och familjen Spionidae. Inga underarter finns listade i Catalogue of Life.